# Radamantis
Radamantis o Radamant (en grec Ῥαδάμανθυς, en llatí Rhădămanthus), en la mitologia grega, és un déu heroi, fill de Zeus i Europa.
Els seus germans són Minos i Sarpèdon. Va ser criat per Asterió. Radamantis va tenir dos fills, Gortis i Eritro. Els tres germans havien estat adoptats per Asterió, rei de Creta, a qui Zeus havia donat Europa en matrimoni. Una altra tradició feia Radamant fill d'Hefest, un fill de Talos.
Radamantis va governar abans que Minos, va fer unes lleis excel·lents per a l'Illa de Creta, però els espartans es pensaven que se les havia copiat. Va ser expulsat pel seu germà Minos, ja que estava gelós d'ell. Com que va ser expulsat va anar-se'n a Baecia on es va casar. Radamant era molt ben considerat per la seva prudència i la seva justícia. Ell havia organitzat el codi civil cretenc, que després havia servit de model a altres ciutats gregues. Va haver d'emigrar de Creta per desavinences amb el seu germà Minos quan aquest ocupà el tron. Passant per les Cíclades, va civilitzar els seus habitants i els va donar lleis. Continuà la seua tasca a la Beòcia, on es casà amb Alcmena. Era tan just, que després de mort formà part, amb Èac, un altre fill de Zeus, i Minos, del tribunal que jutja els esperits dels difunts.
Pausànies el situa als camps Elisis, i cintant a Cinetó de Lacedemònia afirma que és fill d'Hefest.
Homer l'esmenta en el cant VII de l'Odissea quan Alcínous promet a Odisseu el retorn cap a Ítaca, comparant la llunyania de la seva pàtria amb l'illa d'Eubea on Tici i Radamantis foren vistos.